# Mlinovac
Mlinovac je četvrt u sastavu grada Bjelovara koje se sastoji od dvije ulice; ulice Mlinovac i ulice Vidikovac. Četvrt se nalazi južno od Slavonske ceste i Radničkog naselja, zapadno od naselja Ždralovi, sjeverno od naselja Brezovac te se prostire uzduž rječice Bjelovacke.
Mlinovac se nalazi na blagoj uzvisini istočno od Bjelovacke.

## Povijest
Naselje je uspotavljeno oko 1826. godine, dolazkom Čeha na prostor grada Bjelovara te je od isprva na kartama označeno kao Bochmiche collone. 
Stanovnici naselja su pretežito radili u mlinovima uz Bjelovacku po čemu naselje 1830. godine dobiva njemačko ime Mühldorf ili na hrvatskom Mlinovac, tj. mlinarsko naselje.
Naselje tek doživljava značajnu izgradnju i urbanizaciju pri hidroregulaciji toka Bjelovacke.